# Zbigniew Romaszewski
Zbigniew Jan Romaszewski (Varsovia, 2 de enero de 1940-Varsovia, 13 de febrero de 2014) fue un político conservador polaco, senador desde 1989 y activista por los derechos humanos.
Después de las protestas de junio de 1976 se dedicó a proteger a los trabajadores perseguidos por el régimen comunista. Fue uno de los fundadores de Comité de Defensa de los Obreros (KOR). Fue jefe de la Oficina de Intervención del Comité por la Autodefensa social KOR en 1977. 
En 1979 conoció a Andrej Sacharov y, un año después, fue el fundador del Comité Helsinki de los Derechos Humanos en Polonia. En 1980-1981 presidió la Comisión de la Comisión de Intervención y Cumplimiento de la Ley de Solidaridad. Durante la ley marcial en Polonia estableció la Radio Solidaridad independiente. En 1982 fue arrestado y encarcelado por el régimen comunista hasta 1984.
En 2007 fue elegido para el Senado por el partido Ley y Justicia. Desde el 28 de noviembre de 2007 fue mariscal adjunto del Senado polaco. 